# گل مروارید
گل مروارید(به انگلیسی: Bellis) سرده‌ای از گیاهان گلدار از خانوادهٔ کاسنیان است.

## توصیف
بیشتر گونه‌های گل مروارید پایا هستند و ارتفاع آنها بین ۵ الی ۲۰ سانتیمتر است.آنها ساقه‌های سادهٔ عمود و بیشتر گونه‌ها برگهای پایه‌ای دارند.آنها در روی هر ساقه یک گل تولید می‌کنند.

## اشارات فرهنگی
گل مروارید یکی از گل‌هایی است که اوفلیا در نمایشنامه هملت اثر ویلیام شکسپیر به آن اشاره کرده است.گل مروارید در این متن با بی‌گناهی ارتباط دارد.

## گونه
مینای چمنی شناخته‌شده‌ترین گونه این گیاهان است.

## نگارخانه

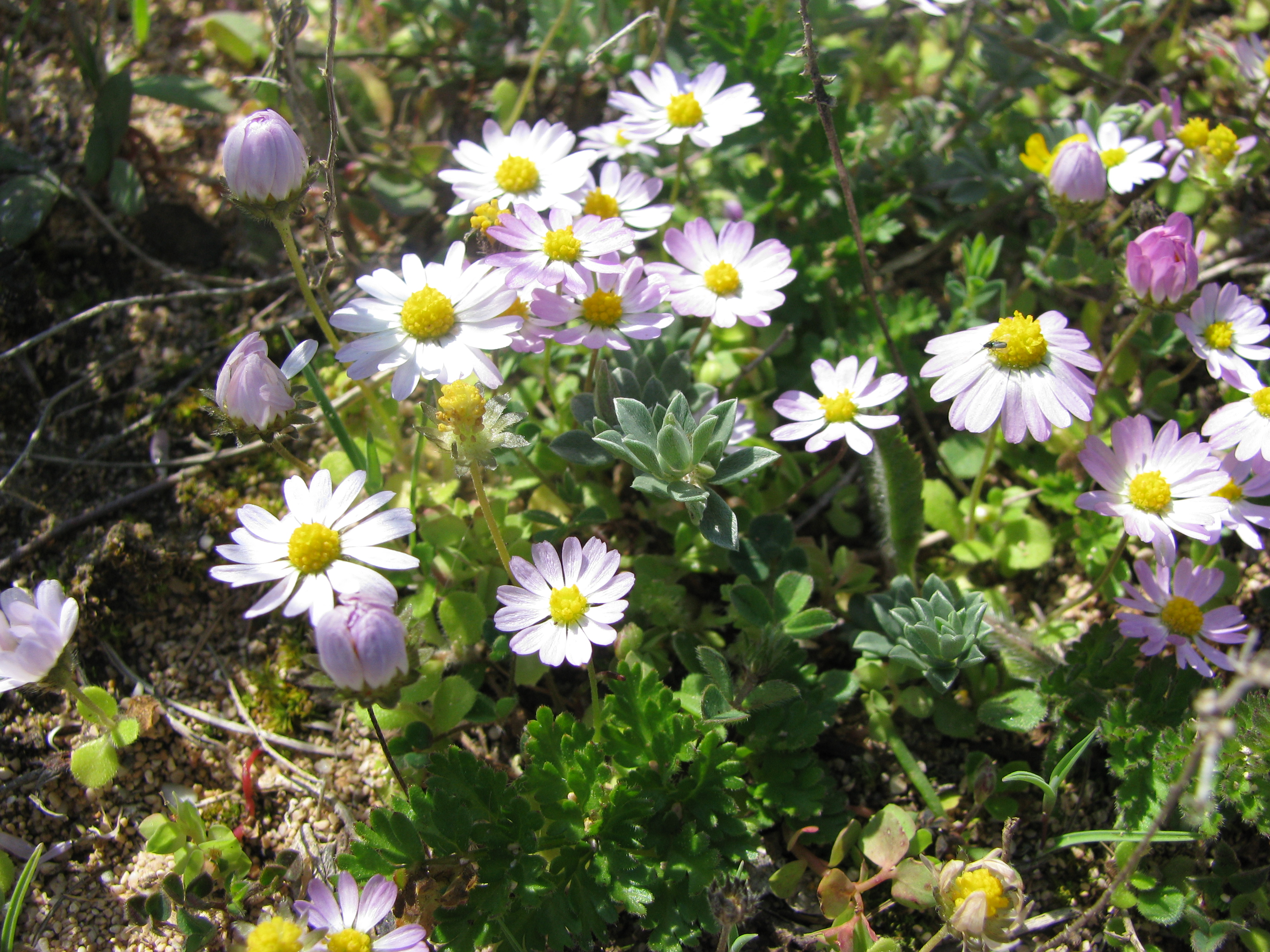
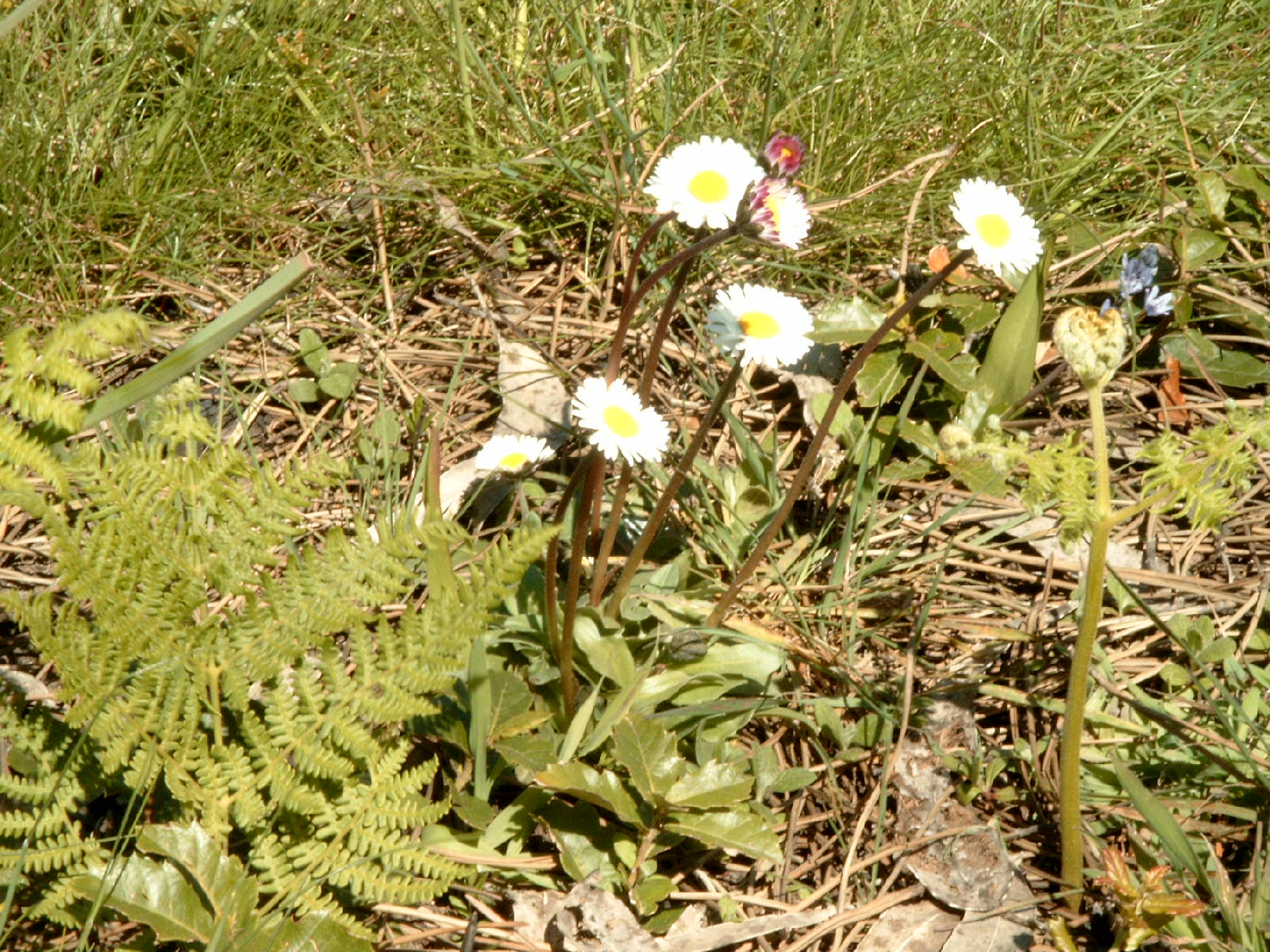
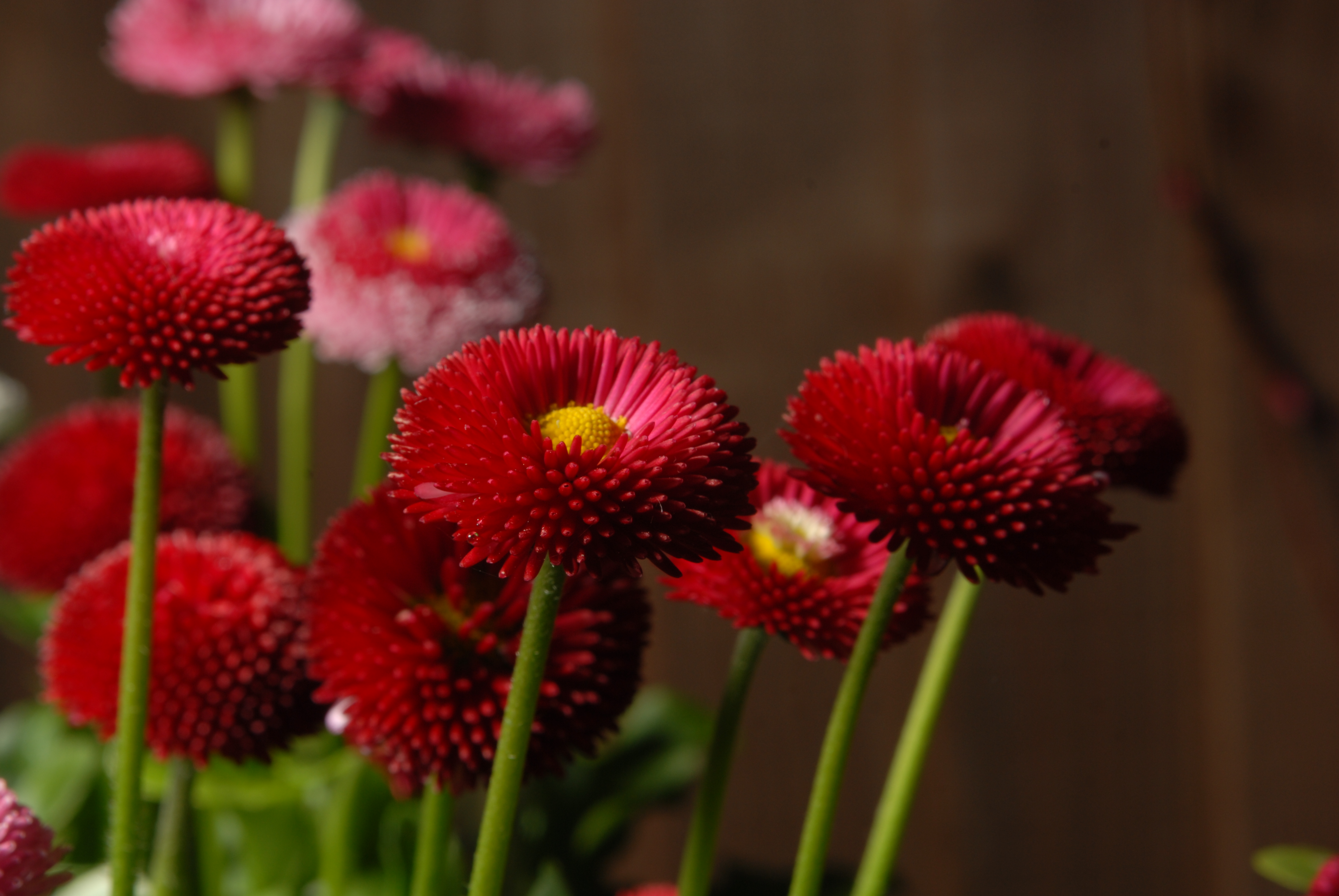
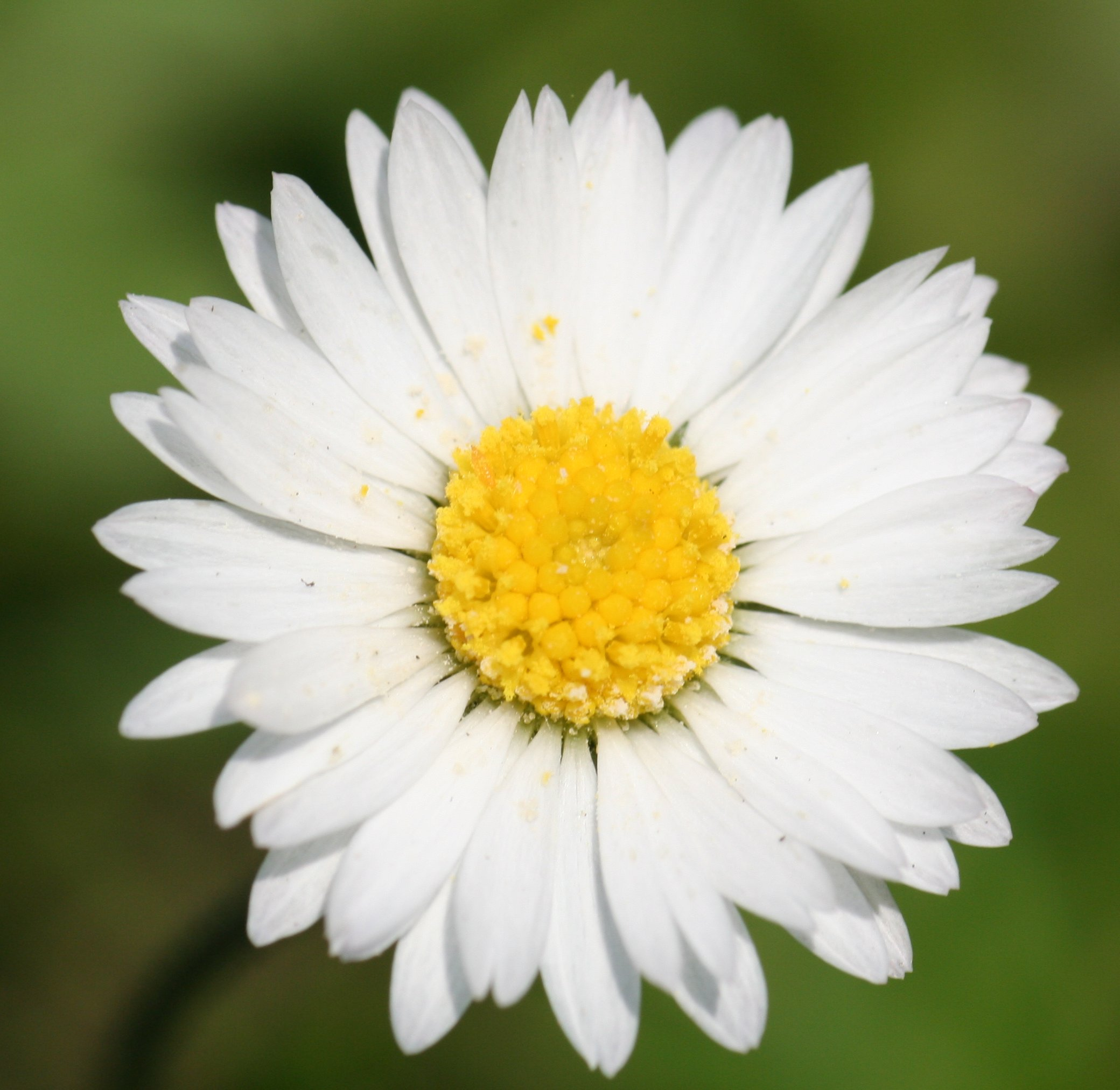